# Pilar
Pilar je zaselak u Republici Hrvatskoj kod sela Lovinca u općini Lovincu u Ličko-senjskoj županiji.

## Poznate osobe
- kapetan bojnog broda vitez Andro Vrkljan